# Сокоде
Соко́де (фр. Sokodé) — город в Того, административный центр Центрального региона. Является вторым крупнейшим городом страны после столицы.
Город расположен между реками Мо и Моно в 399 км к северу от Ломе, на высоте 415 м над уровнем моря. Находится на полпути между побережьем Атлантического океана и сахелем. Климат — тропический, с чётко выделяемыми сухим сезоном и сезоном дождей.
| Показатель                    | Янв. | Фев. | Март | Апр.  | Май   | Июнь  | Июль  | Авг.  | Сен.  | Окт.  | Нояб. | Дек. | Год    |
| ----------------------------- | ---- | ---- | ---- | ----- | ----- | ----- | ----- | ----- | ----- | ----- | ----- | ---- | ------ |
| Средний суточный максимум, °C | 34,1 | 35,5 | 35,4 | 33,9  | 32,3  | 30,4  | 28,9  | 28,6  | 29,7  | 31,8  | 33,7  | 33,6 | 32,3   |
| Средняя температура, °C       | 25,9 | 27,4 | 28,6 | 28,1  | 27,0  | 25,7  | 24,8  | 24,3  | 25,0  | 26,0  | 25,9  | 25,4 | 26,2   |
| Средний суточный минимум, °C  | 17,6 | 19,4 | 21,8 | 22,2  | 21,7  | 21,0  | 20,7  | 20,0  | 20,4  | 20,2  | 18,1  | 17,2 | 20,1   |
| Норма осадков, мм             | 4,9  | 17,4 | 65,7 | 103,0 | 138,8 | 186,5 | 233,1 | 246,2 | 252,8 | 117,0 | 19,7  | 11,7 | 1396,8 |
| Источник:                     |      |      |      |       |       |       |       |       |       |       |       |      |        |

По данным на 2004 год население Сокоде насчитывало 86 500 человек; по данным на 2010 год оно составляет около 113 000 человек. Город находится в районе проживания народности тем, которая составляет большую часть населения Сокоде. Основной язык — котоколи (тем); распространены также языки эве и кабие. Около 70 % жителей города — мусульмане, остальные 30 % — христиане, главным образом католики.
Экономика города основана на торговле и ремёслах. Промышленность развита слабо. В районе города выращивают кукурузу, маниок, ямс, стручковый перец, бобовые и тд. Развито разведение крупного рогатого скота. Сельское население в районе Сокоде принадлежит главным образом к этнической группе фульбе.

## Известные уроженцы
- Мохамед Кадер — тоголезский футболист, нападающий.
- Коджо, Эдем – премьер-министр Того.
- Митчи, Антуан  — тоголезский политик, государственный деятель.
- Ассимью Туре — тоголезский и немецкий футболист, защитник.